# Station Trzebietów Przedmieście
Station Trzebietów Przedmieście (Treptow Vorstadt) was een spoorwegstation in de Poolse plaats Trzebiatów. Voor 1945 lag deze plaats in Duitsland en heette Treptow.
De spoorlijn van Wysoka Kamieńska (Wietstock (Pommern)) naar Trzebiatów (Treptow (Rega)) is in 1945 door het Rode Leger ontmanteld. Alleen het gedeelte tussen station Trzebiatów en de halte Trzebietów Przedmieście (Voorstad) is hersteld en wordt gebruikt voor vrachtvervoer.